# Misael Rodríguez
Misael Uziel Rodríguez Olivas (Ciénega de Ceniceros, Chihuahua, 7 de abril de 1994). Es un deportista mexicano, especializado en el boxeo. Ha participado en los Juegos Panamericanos de Toronto 2015 y en los Juegos Centroamericanos y del Caribe de Veracruz 2014. Ganó la medalla de bronce en la categoría de 75 kilogramos en los Juegos Olímpicos de Río de Janeiro 2016. tras solo ganar un asalto para un juez en la ronda semifinal y haber ganado tres combates anteriores, uno por default